# Финал Суперкубка Испании по футболу 2021
Финал Суперкубка Испании по футболу 2021 года — финальный матч Суперкубка Испании 2020/2021 (37-го розыгрыша ежегодного Суперкубка Испании), в котором встретились «Атлетик Бильбао» и «Барселона». Матч состоялся 17 января на Олимпийском стадионе в Севилье. Финал разыгрывался в одноматчевом формате.
«Атлетик Бильбао» выиграл в матче в дополнительное время со счётом 3:2 и завоевал третий Суперкубок Испании по футболу.

## Матч

### Ход матча
«Барселона» открыла счёт в матче на 40-й минуте благодаря голу Антуана Гризманна, завершившего атаку с участием Лионеля Месси и Жорди Альбы. «Атлетик Бильбао» ответил незамедлительно: гол забил Оскар де Маркос спустя всего 2 минуты при помощи паса от Иньяки Уильямса. Таким образом, на перерыв команды ушли при счёте 1:1.
Во втором тайме на 55-й минуте «Атлетик» забил гол, который был отменён из-за оффсайда после просмотра VAR. На 77-й минуте Антуан Гризманн вновь вывел свою команду вперёд в матче, однако на 90-й минуте вышедший на замену Асьер Вильялибре сравнял счёт, после подачи со штрафного удара в исполнении Икера Муньяина. В дополнительное время футболисты «Атлетик Бильбао» забили третий гол, на 93-й минуте отличился Иньяки Уильямс, признанный позже лучшим игроком матча. Капитан «Барселоны» Лионель Месси на последних минутах дополнительного времени получил прямую красную карточку и был удалён с поля.

### Отчёт о матче
| Барселона         | 2:3 (доп. вр.) | Атлетик Бильбао                              |
| ----------------- | -------------- | -------------------------------------------- |
| Гризманн 40′, 77′ |                | де Маркос 42′ · Вильялибре 90′ · Уильямс 93′ |